# Jordanoleiopus ugandicola
Jordanoleiopus ugandicola är en skalbaggsart som beskrevs av Stefan von Breuning 1964. Jordanoleiopus ugandicola ingår i släktet Jordanoleiopus och familjen långhorningar. Inga underarter finns listade i Catalogue of Life.